# Julia Herbst
Julia Herbst (* 12. Januar 1998 in Hamburg, Deutschland) ist eine deutsche Handballspielerin.

## Karriere

### Im Verein
Herbst begann das Handballspielen beim TSV Hohenhorst, der im Hamburger Stadtteil Rahlstedt beheimatet ist. Nachdem die Linkshänderin anschließend für den TV Gut Heil Billstedt und die SG Hamburg-Nord gespielt hatte, schloss sie sich der B-Jugend des Buxtehuder SV an. Mit Buxtehude gewann sie 2014 die deutsche B-Jugend-Meisterschaft sowie 2016 und 2017 die deutsche A-Jugend-Meisterschaft.
Herbst lief schon im Jugendalter für die 2. Damenmannschaft des Buxtehuder SV in der 3. Liga auf. Am 7. Mai 2016 gab die sie ihr Debüt in der Bundesliga gegen den Thüringer HC. Im Jahr 2017 wechselte die Außenspielerin zum Zweitligisten HL Buchholz 08-Rosengarten. Mit dem Verein gewann Herbst 2018 und 2019 die Zweitligameisterschaft, jedoch nahm der Verein in beiden Fällen sein Aufstiegsrecht nicht wahr. Erst nach der aufgrund der COVID-19-Pandemie abgebrochenen Saison 2019/20 nahm Buchholz 08-Rosengarten sein Aufstiegsrecht in die Bundesliga wahr. Mit Rosengarten stand sie im Finale des DHB-Pokals 2020/21. Herbst stand ab dem Sommer 2022 beim VfL Waiblingen unter Vertrag. Nachdem Herbst in der Saison 2022/23 für Waiblingen in der Bundesliga aufgelaufen war, trat sie anschließend mit dem Verein den Gang in die Zweitklassigkeit an. Im Februar 2025 löste sie ihren Vertrag mit sofortiger Wirkung auf.

### In Auswahlmannschaften
Herbst lief für die Hamburger Auswahl auf, mit der sie 2013 bei der DHB-Sichtung in Kienbaum teilnahm. Im Rahmen der Sichtung wurde sie in das All-Star-Team berufen. Im folgenden Jahr errang sie mit Hamburg den DHB-Länderpokal und wurde wiederum in das All-Star-Team gewählt. Anschließend gehörte sie dem Kader der der deutschen Jugendnationalmannschaft an.

## Sonstiges
Ihr Bruder Kevin Herbst spielt ebenfalls Handball.